# Генрих XXVII Рейсский
Генрих XXVII Рейсский младшей линии (нем. Heinrich XXVII Fürst Reuß, 10 ноября 1858, Гера — 21 ноября 1928, там же) — последний правящий князь (1913—1918) княжества Рейсс младшей линии. Прусский генерал кавалерии (16 июня 1913). С 1918 года и до своей смерти был главой дома.

## Биография
Родился в семье принца Генриха XIV Рейсского (1832—1913), принадлежавшего к младшей линии дома Рейсс, которая правила одноименным княжеством. Матерью принца была герцогиня Агнесса Вюртембергская (1835—1886).
После смерти отца в 1913 году стал правящим князем. Также, ещё в 1908 он стал регентом княжества Рейсс старшей линии из-за физической и психической инвалидности князя Генриха XXIV.
В 1918 году в ходе революции князь отрёкся от престола и стал главой своего дома до своей смерти в 1928 году. После смерти в 1927 году князя Генриха XXIV из старшей линии он стал и главой старшей линии, получив номинальный титул князь Рейсский.

### Брак

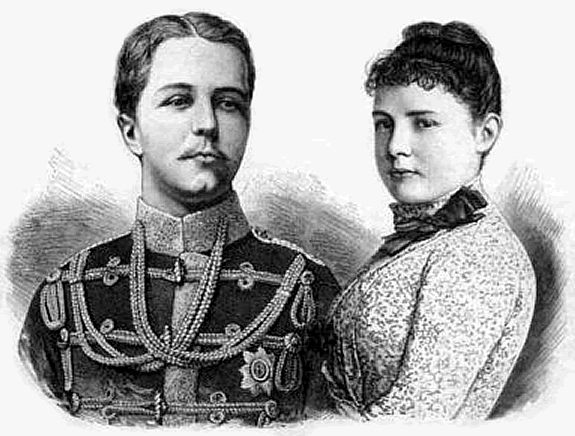
Принц вместе со своей супругой принцессой Элизой Гогенлоэ-Лангенбургской.

11 ноября 1884 году принц вступил в брак с принцессой Элизой Гогенлоэ-Лангенбургской (1864—1929), старшей дочерью князя Германа Гогенлоэ-Лангенбургского (1832—1913) и Леопольдины Баденской. В семье родилось пятеро детей:
- Виктория (1889—1918) — вышла замуж за Адольфа Фридриха Мекленбург-Шверинского;
- Луиза (1890—1951);
- Генрих XL (1891);
- Генрих XLIII (1893—1912);
- Генрих XLV (1895—1945) — наследный принц Рейсский.

## Титулы
- 10 ноября 1858 — 29 марта 1913: Его Светлость Князь Генрих XXVII Рейсс-Шлейцский
- 29 марта 1913 — 13 октября 1927: Его Светлость Князь Рейсс младшей линии
- 13 октября 1927 — 21 ноября 1928: Его Светлость Князь Рейсс

## Награды
Королевства Пруссия:
- Орден Красного орла 1-го класса (4 ноября 1884)[3]
- Орден Красного орла, большой крест
- Орден Чёрного орла

Прочие:
- Династический орден Липпе, почётный крест 1-го класса (княжество Липпе)
- Орден Белого сокола, большой крест (великое герцогство Саксен-Веймар-Эйзенах)
- Династический орден Саксен-Эрнестинского дома, большой крест
- Орден Вюртембергской короны, большой крест (королевство Вюртемберг)
- Династический орден Крови (Тунис)